# Керлинг на Зимским олимпијским играма 1932.
Такмичења у керлингу на Зимским олимпијским играма 1932. одржана су од 4. и 5. фебруара у Лејк Плесиду у Сједињеним Америчким Државама као демонстрациони спорт. Такмичење је одржано у хали Олимпик Индор Арени само у мушкој конкуренцији. Учествовале су само две нације Сједињене Америчке Државе и Канада са по четири тима.

## Учесници

### Мушкарци
| - Канада Манитоба - Канада Северни Онтарио - Канада Онтарио - Канада Квебек | - Сједињене Америчке Државе Конектикат - Сједињене Америчке Државе Масачусетс - Сједињене Америчке Државе Мичиген - Сједињене Америчке Државе Њујорк |

## Освајачи медаља

### Мушкарци
| Злато                                                           | Сребро                                                           | Бронза                                                       |
| Канада Манитоба                                                 | Канада Онтарио                                                   | Канада Онтарио                                               |
| William H. Burns James L. Bowman Robert B. Pow Errick F. Willis | E.F. George Frank P. McDonald Archibald Lockhart Russell G. Hall | William Brown T. Howard Stewart John Leonard Albert Maclaren |

## Биланс медаља
| Пласман | Екипа           | Злато | Сребро | Бронза | Укупно |
| 1       | Канада Манитоба | 1     | 0      | 0      | 1      |
| 2       | Канада Онтарио  | 0     | 1      | 0      | 1      |
| 2       | Канада Онтарио  | 0     | 0      | 1      | 1      |
|         | Укупно (3)      | 1     | 1      | 1      | 3      |